# Popolazione armena ottomana
Questa voce relativa alla popolazione armena ottomana presenta alcune statistiche sulla popolazione armena all'interno dell'Impero ottomano. La dimensione demografica armena all'interno dell'impero tra il 1914 e il 1915 è un argomento controverso. La maggior parte delle stime degli studiosi occidentali varia da 1,5 a 2,4 milioni. Secondo l'Enciclopedia Britannica prima del 1915 e la Samuel Cox, ambasciata americana a Istanbul dal 1880 al 1886, erano rispettivamente 1,75 e 2,4 milioni.
Stabilire la dimensione di questa popolazione è molto importante per determinare una stima accurata delle perdite armene tra il 1915 e il 1923 durante il genocidio armeno.

## Periodo classico

### Valori basati sui dati fiscali
L'Impero ottomano possedeva le documentazioni sulla popolazione già prima del 1830, ma fu solo nel 1831 che fu fondato il fondo dell'Ufficio dei Registri della Popolazione (Ceride-i Nüfus Nezareti). Per trarre dati più accurati, l'Ufficio venne decentrato nel 1839. Furono nominati cancellieri, ispettori e funzionari della popolazione nelle province e nei distretti amministrativi più piccoli. Si registravano periodicamente nascite e morti e si confrontavano gli elenchi indicanti la popolazione in ogni distretto. Questi registri non erano un conteggio totale della popolazione ma erano piuttosto basati su ciò che era noto come il "capofamiglia". Venivano contate solo l'età, l'occupazione e la proprietà dei soli membri maschi della famiglia.
I dati ufficiali derivano dall'estensione dei valori di tassazione alla popolazione totale. A causa dell'uso dei dati sulla tassazione per dedurre la dimensione della popolazione, i dati dettagliati per i numerosi centri urbani ottomani - città con più di 5.000 abitanti - sono accurati. Questi dati sono stati elaborati con i dati su salari e prezzi. Un'altra fonte è stata utilizzata per il numero di proprietari di famiglie nell'impero ottomano: si presumeva che ogni famiglia avesse 5 membri.

### Abdolonyme Ubicini (1844)
Nel 1844, il governo ottomano registrò un totale di 2,4 milioni di armeni. Abdolonyme Ubicini, storico e giornalista francese, fu uno dei primi a pubblicare il dato del 1844 aggiungendo che lo considerava una sottovalutazione della popolazione armena ottomana totale. Gli armeni che abitavano l'impero ottomano in Europa erano appena quattrocentomila, di cui più della metà risiedevano a Costantinopoli; gli altri erano sparsi in Tracia e Bulgaria. D'altra parte, la Turchia in Asia comprendeva non meno di due milioni di armeni, la maggior parte dei quali viveva ancora nell'antica regione dei loro antenati nelle vicinanze del monte Ararat; i tre eyalet di Erzeroum, Diarbekir e Kurdistan avevano molti villaggi popolati interamente da armeni, e in queste province, nonostante le frequenti migrazioni, gli armeni erano in superiorità numerica sulle etnie turca e turkmena.
Ubicini afferma:
Un professore turco del XX secolo, İbrahim Hakkı Akyol, considera anche il dato del 1844 come una sottostima della popolazione ottomana totale perché le tasse, da stabilire per ogni vilayet e kaza e che sarebbero state basate sul risultato del censimento, erano evitate dalla popolazione. Nel 1867, la cifra di 2,4 milioni rimane invariata, ed è stata utilizzata dal funzionario ottomano Salaheddin Bey in un libro pubblicato in occasione dell'Esposizione universale di Parigi. Nella stessa occasione, un funzionario armeno ottomano di nome Migirdich Bey Dadian fornisce una cifra di 3,4 milioni, che il governo ottomano non ha contestato.

### Karekin Vartabed Srvantsdiants (1878-1879)
Dopo l'internazionalizzazione della questione armena e il trattato di Berlino che seguì nel 1878, l'idea di una nazione armena autonoma divenne una possibilità. Pertanto, i registri del censimento della popolazione armena divennero importanti. Il primo registro dell'Amministrazione generale della popolazione sotto il sultano Abdul Hamid era la metà della cifra nel 1881-1882. L'Impero ottomano perse Batumi, Kars e Ardahan nel 1877-1878. Le statistiche sulla popolazione armena per quelle regioni avrebbero influenzato le perdite della popolazione armena, ma non possono spiegare gli altri milioni o più di armeni che mancano nei registri del 1881-1882 sotto il regno di Hamid.
La costituzione nazionale armena del 1863 concessa dal sultano ottomano agli armeni ottomani nello stesso anno autorizzava il patriarcato armeno di Costantinopoli a raccogliere dati sulla popolazione di tutti gli armeni nell'Impero. Un primo tentativo fu delegato a Karekin Vartabed Srvantsdiants nel 1878, che fece due viaggi nei vilayet armeni nel 1878 e nel 1879. Tuttavia, in alcune zone, le tribù curde che avevano preso con la forza i villaggi armeni non gli diedero il permesso di entrare. Il tentativo del 1878 fallì e non fu pubblicato.

### Samuel Cox (1880-1886)
Samuel Cox presso l'ambasciata americana a Istanbul dal 1880 al 1886, stimò che la popolazione armena all'interno dell'impero fosse di 2,4 milioni.

## Statistiche del censimento ottomano (1893-1896)

Geographic and Demographic maps
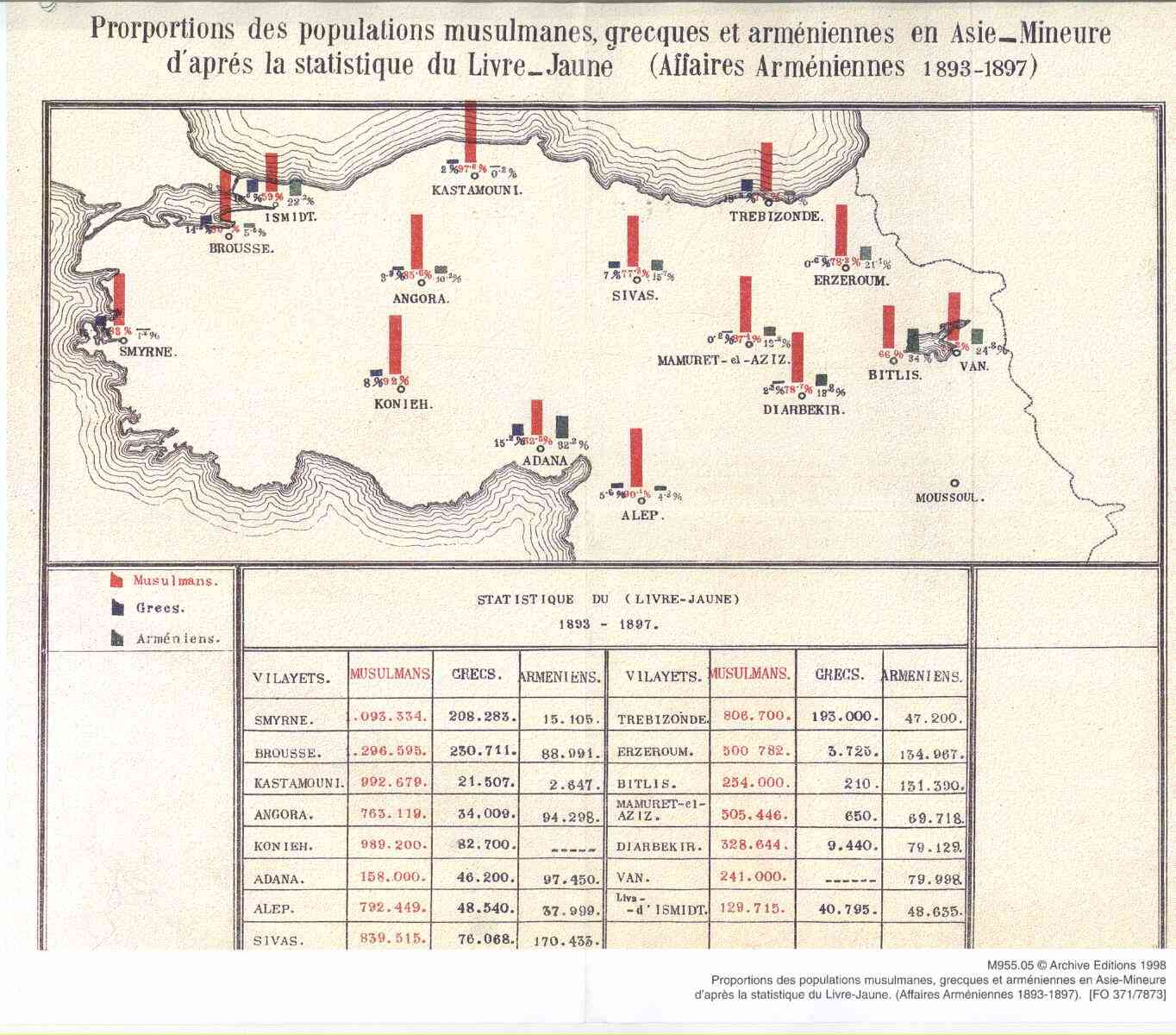
1893-96, popolazione armena
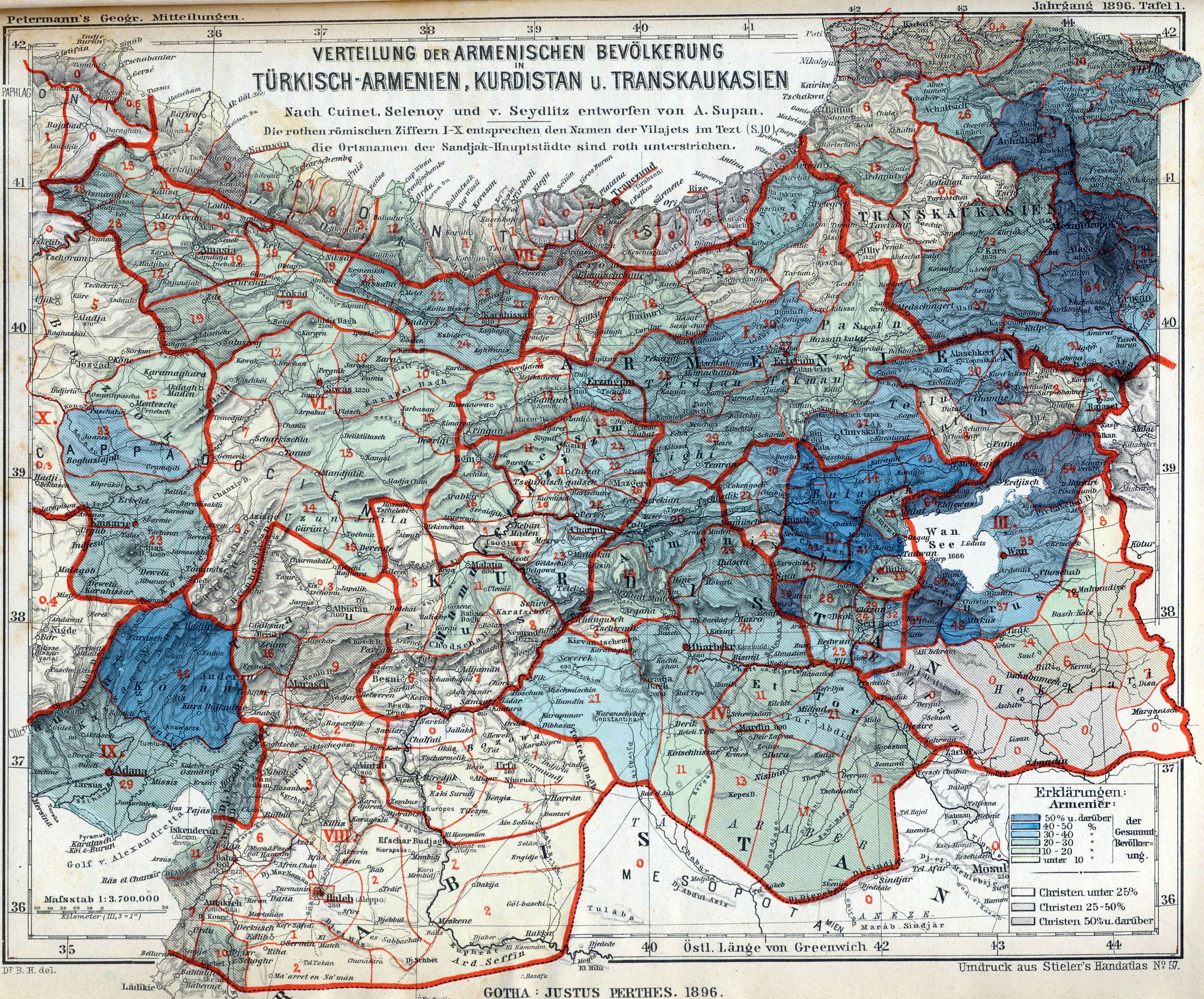
1893-96, distribuzione armena.

Il primo censimento ufficiale (1881-1893) impiegò 10 anni per essere completato. Nel 1893, i risultati furono raccolti e presentati. Questo è il primo censimento moderno, generale e standardizzato realizzato né per la tassazione né per scopi militari, ma per acquisire dati demografici. La popolazione era suddivisa in caratteristiche etnico-religiose e di genere. I numeri di soggetti sia maschili che femminili erano indicati in categorie etno-religiose tra cui musulmani, greci, armeni, bulgari, cattolici, ebrei, protestanti, latini, siriaci e zingari.
Nel 1867, il Consiglio di Stato si incaricò di tracciare le tabelle della popolazione, aumentando la precisione dei registri della popolazione. Furono introdotte nuove misure per registrare i conteggi della popolazione nel 1874. Ciò portò alla creazione di un'Amministrazione generale della popolazione, annessa al Ministero degli interni nel 1881-1882. In qualche modo, questi cambiamenti hanno politicizzato i conti della popolazione.

### Cifre ufficiali (pubblicate nel 1897)
| Valori del censimento ottomano | Valori del censimento ottomano | Valori del censimento ottomano | Valori del censimento ottomano |
| ------------------------------ | ------------------------------ | ------------------------------ | ------------------------------ |
| Unità amministrativa           | Pop totale                     | Pop armeno                     | % sul totale                   |
| Van                            | 132.007                        | 55.051                         | 41,70%                         |
| Bitlis                         | 338.642                        | 108.050                        | 31,91%                         |
| Izmit                          | 228.443                        | 44.953                         | 19,68%                         |
| Erzurum                        | 637.015                        | 120.147                        | 18,86%                         |
| Dersaadet                      | 903.482                        | 166.185                        | 18,39%                         |
| Mamüratülaziz                  | 466.579                        | 83.394                         | 17,87%                         |
| Diyarbakir                     | 414.657                        | 60.175                         | 14,51%                         |
| Sivas                          | 980.876                        | 129.085                        | 13,16%                         |
| Adana                          | 398.764                        | 36.695                         | 9,20%                          |
| Halep                          | 819.238                        | 70.663                         | 8,63%                          |
| Ankara                         | 1.018.744                      | 81.437                         | 7,99%                          |
| Hüdavendigar                   | 1.454.294                      | 70.262                         | 4,83%                          |
| Trabzon                        | 1.164.595                      | 49.782                         | 4,27%                          |
| Sehremanati Mülhakati          | 88.306                         | 3.074                          | 3,48%                          |
| Edirne                         | 985.962                        | 18.458                         | 1,87%                          |
| Çatalca                        | 61.001                         | 979                            | 1,60%                          |
| Biga                           | 143.904                        | 1.842                          | 1,28%                          |
| Konya                          | 1.022.834                      | 10.972                         | 1,07%                          |
| Aydin                          | 1.478.424                      | 15.229                         | 1,03%                          |
| Zor                            | 51.270                         | 474                            | 0,92%                          |
| Kastamonu                      | 968.884                        | 6.652                          | 0,69%                          |
| Kudüs                          | 258.860                        | 1.610                          | 0,62%                          |
| Beyrut                         | 620.763                        | 2.921                          | 0,47%                          |
| Suriye                         | 551.135                        | 1.478                          | 0,27%                          |
| Selanik                        | 1.038.953                      | 51                             | 0,00%                          |
| Cezayir-i Bahri Sefid          | 286.736                        | 10                             | 0,00%                          |
| Manastir                       | 711.466                        | 22                             | 0,00%                          |
|                                |                                | 1.139.651                      |                                |

### Vital Cuinet (1896)
Vital Cuinet era un geografo francese incaricato di esaminare le aree per calcolare la loro popolazione. Le sue cifre sono state utilizzate anche per stabilire la capacità dell'Impero ottomano di pagare i propri debiti. Cuinet, desideroso di ottenere numeri precisi, fu infine costretto a concludere che non era possibile ottenerli, fornendo due ragioni principali:
1. I limiti imposti dalle autorità turche rendevano inconcludenti le sue ricerche.
2. A causa della mancanza di controllo delle autorità turche per le province più lontane, gli era impossibile portare a termine il suo lavoro.

Un esempio spesso riferito dai critici, furono le statistiche di Cuinet tratte dai numeri dell'autorità ottomana e dalle informazioni che gli fornirono riguardo al Vilayet di Aleppo (classificato in quelle opere come il sandjak di Marash). Il numero ritenuto impossibile è 4300, quando solo nella città di Marash, gli armeni cattolici e protestanti erano 6008, e senza includere i gregoriani. Cuinet, all'inizio del suo lavoro, ammonì il lettore dichiarando: "La scienza della statistica così degna e interessante, non solo non è ancora utilizzata in questo Paese ma anche le autorità la rifiutano, con una linea di partito, di accettazione di qualsiasi indagine".
Indipendentemente da ciò che avrebbe potuto essere considerato come un'ammissione indiretta di sottostima, Cuinet presentò la cifra di 840000 per il periodo 1891-1892, di quello che fu chiamato "Villayet armeno", un dato superiore a quello presentato dalle statistiche ottomane.
La Turquie d'Asie: géographie Administrative, Statistique, Volume 4
| La Turquie d'Asie: géographie Administrative, Statistique, Volume 4 | La Turquie d'Asie: géographie Administrative, Statistique, Volume 4 | La Turquie d'Asie: géographie Administrative, Statistique, Volume 4 |
| ------------------------------------------------------------------- | ------------------------------------------------------------------- | ------------------------------------------------------------------- |
| Unità di amministrazione                                            | Sottounità elencate da Cuinet                                       | Popolazione                                                         |
| Vilayet di Adana                                                    | sanjak di Icel (Mersin) Adana Kozan Osmaniye                        | 97.450                                                              |
| Vilayet di Aleppo                                                   | Haleb                                                               | 37.999                                                              |
| Vilayet di Ankara                                                   | sanjak di Ankara Kırşehir Yozgat Kayseri                            | 94,298                                                              |
| Vilayet di Bitlis                                                   | sanjak di Muş Genç Siirt                                            | 131.300                                                             |
| Vilayet di Bursa                                                    | sanjak di Balıkesir Bursa Erdogrul Kütahya Afyon                    | 88.991                                                              |
| Vilayet di Diyâr-ı Bekr                                             | sanjak di Diyarbakir e il mutasarrifato di Zor                      | 67.718                                                              |
| Vilayet di Erzurum                                                  |                                                                     | 134.967                                                             |
| Vilayet di İzmir                                                    | sanjaks di Manisa İzmir Aydın Denizli Mentese                       | 15.105                                                              |
| İzmit                                                               |                                                                     | 48.655                                                              |
| Vilayet di Kastamonu                                                | sanjak di Bolu Çankırı Kastamonu Sinop                              | 2.647                                                               |
| Vilayet di Konya                                                    | sanjak di Burdur Hamid su Atalya Konya Nigde                        | 0                                                                   |
| Vilayet di Mamure-ul-Azil                                           |                                                                     | 79.128                                                              |
| Vilayet di Sivas                                                    | sanjak di Sivas Tokat Amasya Şebinkarahisar                         | 170.433                                                             |
| Vilayet di Trebisonda                                               | sanjak di Samsun Trabzon Gümüşhane Lazistan                         | 47,20                                                               |
| Vilayet di Van                                                      | sanjak di Van Hakkari                                               | 79.998                                                              |
|                                                                     |                                                                     | 1.095.889                                                           |

### Henry Finnis Bloss Lynch (1901)
Lynch ha indicato, come Cuinet, che c'era un'apparentemente e una deliberata politica ottomana di sottostima. Tuttavia, le cifre di Lynch erano ben diffuse, ma metteva in guardia il lettore sul carattere fuorviante del termine "musulmano" poiché molti armeni si erano convertiti ed erano considerati musulmani, mentre erano ancora cristiani armeni praticanti.
Le figure ufficiali britanniche all'ambasciata si affidarono a indagini accurate come quelle di Lynch. Confrontando queste cifre con quelle ottomane, Zamir concluse: "le province di Van, Bitlis, Mamuretal-Aziz (Harput), Diyarbekir, Erzerum e il distretto indipendente di Maras, dove le cifre britanniche sono più alte del 62% (847000) rispetto a 523065. L'eufemismo delle figure non musulmane sembra essere intenzionale."
La stessa Britannica considera la cifra di 1750000 come "una ragionevole rappresentazione della popolazione armena in Anatolia prima del 1915".

## Statistiche del censimento ottomano (1905-1906)

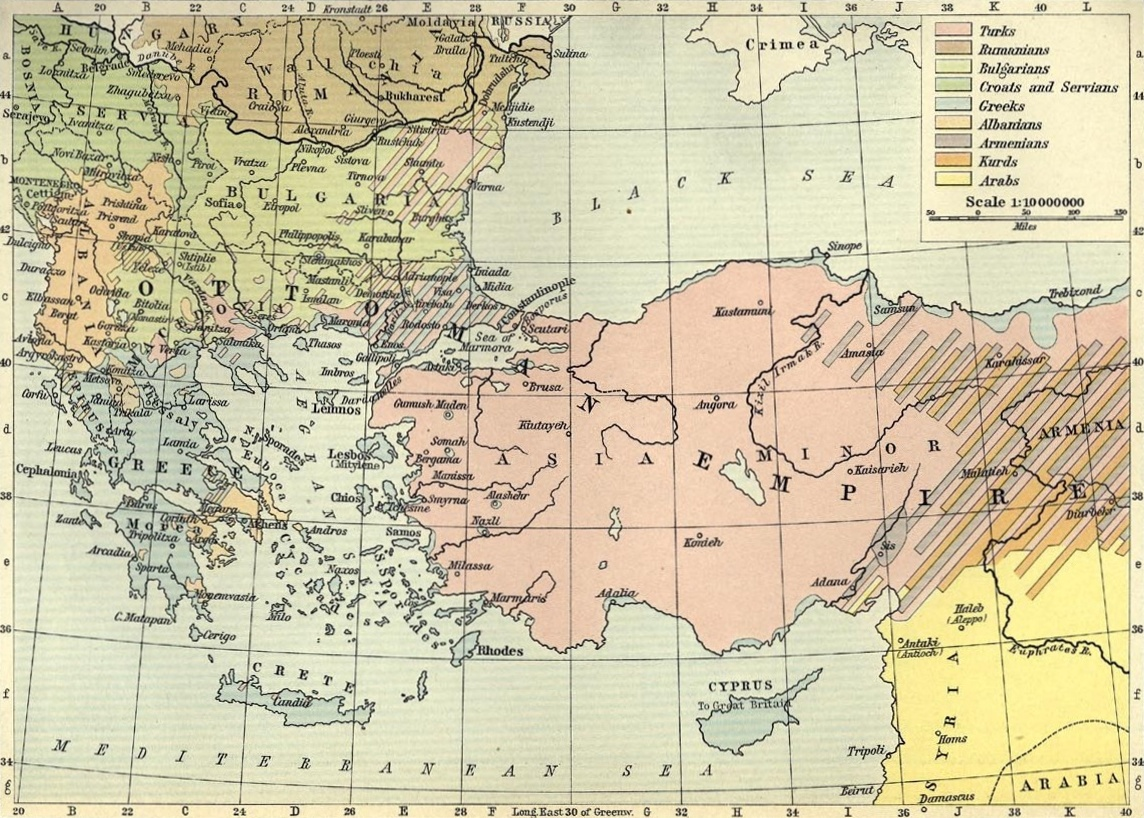

L'Istatistik-i Umumi Idaresi condusse una nuova indagine censuaria per la quale il lavoro sul campo durò due anni (1905-06). La documentazione completa di questa ricerca non venne pubblicata ma i risultati degli studi regionali basati su questi dati furono pubblicati successivamente, e ordinati in base alla data di pubblicazione. Inclusa nella pubblicazione e in quelle successive vi era la popolazione dell'Impero ottomano nel 1911, 1912 e 1914. La consistente documentazione archivistica del censimento è stata utilizzata in molti studi moderni e pubblicazioni internazionali. Dopo il 1906 l'Impero ottomano iniziò a dissolversi e una catena di guerre violente come la guerra italo-turca, le guerre balcaniche e la prima guerra mondiale cambiò drasticamente la regione, i suoi confini e la sua demografia.

### Statistiche ufficiali sulla popolazione (pubblicate nel 1914)

Demographic map
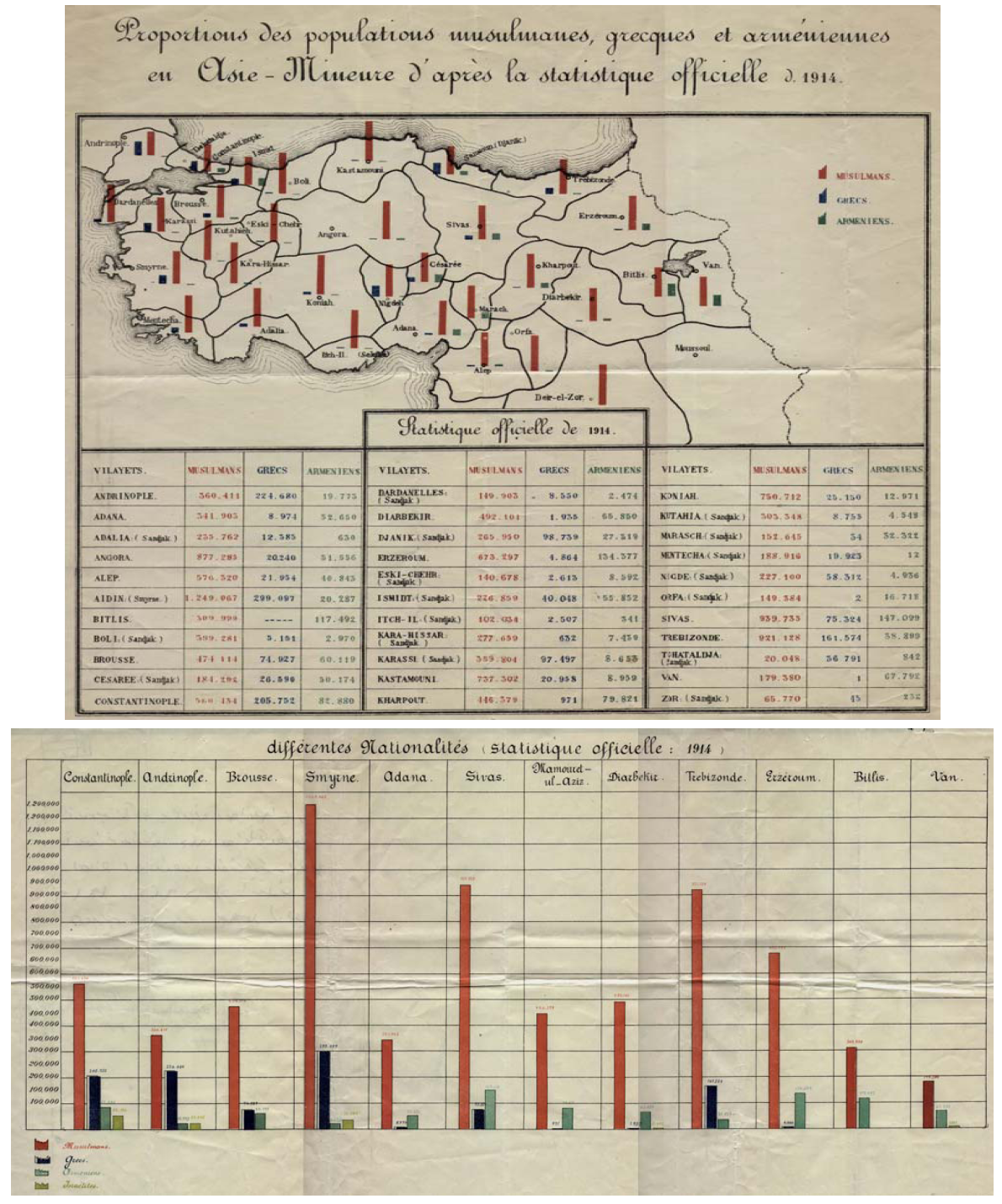
Popolazione armena nel 1914.

Non vi era alcun censimento ufficiale nel 1914, contrariamente ad alcune fonti, ma una mera approssimazione delle cifre prese dal censimento ottomano del 1905-1906 sulla base di dati annuali di nascita ufficiali (lasciando i villaggi non dichiarati) insieme a un gruppo religioso in contrapposizione a un gruppo etnico uno, equiparando tutti i musulmani in una singola colonna e sottostimando i tassi di crescita della popolazione cristiana nativa, a causa della deliberata omissione da parte della Corte ottomana delle statistiche ecclesiastiche, che includevano il battesimo e i tassi di mortalità effettivi. Il censimento ottomano del 1905-06 fu l'ultimo vero censimento ottomano.

### Insediamenti armeni del 1914
Insediamenti armeni, chiese e scuole nel 1914 e 1922:
| Vilayets / regioni                 | Insediamenti | Chiese | Scuole |
| ---------------------------------- | ------------ | ------ | ------ |
| Vilayet di Erzurum                 | 425          | 482    | 322    |
| Vilayet di Van                     | 450          | 537    | 192    |
| Vilayet di Diyarbekir              | 249          | 158    | 122    |
| Vilayet di Mamuret-ul-Aziz         | 279          | 307    | 204    |
| Vilayet di Bitliset                | 681          | 671    | 207    |
| Vilayet di Sivas                   | 241          | 219    | 204    |
| Vilayet di Trebisonda              | 118          | 109    | 190    |
| Anatolia occidentale               | 237          | 281    | 300    |
| Cilicia e Siria settentrionale     | 187          | 537    | 176    |
| Tracia orientale / Turchia europea | 58           | 67     | 79     |
| Mutasarrifato di Gerusalemme       | 1            | 10     | 1      |
| impero ottomano                    | 2.925        | 3.368  | 1.996  |

## Documenti del Patriarcato armeno
Le cifre del Patriarcato armeno si basavano sulle registrazioni di battesimi e morti conservate dai vescovi armeni in tutto l'impero ottomano. Queste cifre escludevano le regioni in cui la popolazione armena non era considerevole, così come escludeva le aree al di fuori dei sei vilayet.
Solo per confronto, le statistiche del Patriarcato degli armeni residenti nei sei vilayet (conosciuti come Armenia ottomana) riportarono 1.018.000 armeni contro 784.914 per le cifre ottomane.

### 1913
Questa serie di dati del Patriarcato armeno fu pubblicata nel 1913. Il patriarca armeno ordinò ai vescovi armeni di prendere le statistiche ottomane e le informazioni locali dalle parrocchie armene, correggendole per le sottostime percepite.
Nel 1992, Raymond H. Kevorkian e Paul B. Paboudjian pubblicarono un libro contenente figure tratte dagli Archivi armeni e basate sugli archivi del Patriarcato armeno di Costantinopoli, che vanno dal febbraio 1913 all'agosto 1914, comtenendo le cifre in dettagòio per ciascuna provincia ottomana. Le cifre qui incluse provengono dal loro libro. Per la cifra dell'intera popolazione armena ottomana, quei registri indicano la cifra di 1.914.620.
Queste cifre corrispondono strettamente alle statistiche ottomane per la parte occidentale dell'Impero, ma divergono nella zona orientale, dove si sospetta che le statistiche ottomane abbiano notevolmente sottostimato la popolazione armena. In alcune regioni, i conteggi ottomani effettivi erano più alti.
Dati del Patriarca armeno di Costantinopoli dal febbraio 1913 all'agosto 1914:
| Raymond H. Kevorkian e Paul B. Paboudjian | Raymond H. Kevorkian e Paul B. Paboudjian |
| ----------------------------------------- | ----------------------------------------- |
| Vilayet                                   | Popolazione armena                        |
| Vilayet di Bitlis                         | 218.404                                   |
| Vilayet di Sivas                          | 204.472                                   |
| Vilayet di Erzurum                        | 202.391                                   |
| Vilayet di Aleppo                         | 189.565                                   |
| Istanbul                                  | 163.670                                   |
| Vilayet di Ankara                         | 135.869                                   |
| Vilayet di Mamuret-ul-Aziz                | 124.289                                   |
| Vilayet di Adana                          | 119.414                                   |
| Vilayet di Hüdavendigâr                   | 118.992                                   |
| Vilayet di Van                            | 110.897                                   |
| Vilayet di Diyarbekir                     | 106.867                                   |
| Vilayet di Trebisonda                     | 73.395                                    |
| Vilayet di İzmit                          | 61.675                                    |
| Vilayet di Adrianopoli                    | 30.316                                    |
| Vilayet di Aidin                          | 21.145                                    |
| Vilayet di Konya                          | 20.738                                    |
| Vilayet di Kastamonu                      | 13.461                                    |
| TOTALE                                    | 1.914.620                                 |

### Arnold J. Toynbee (1916)

Mappe geografiche e demografiche
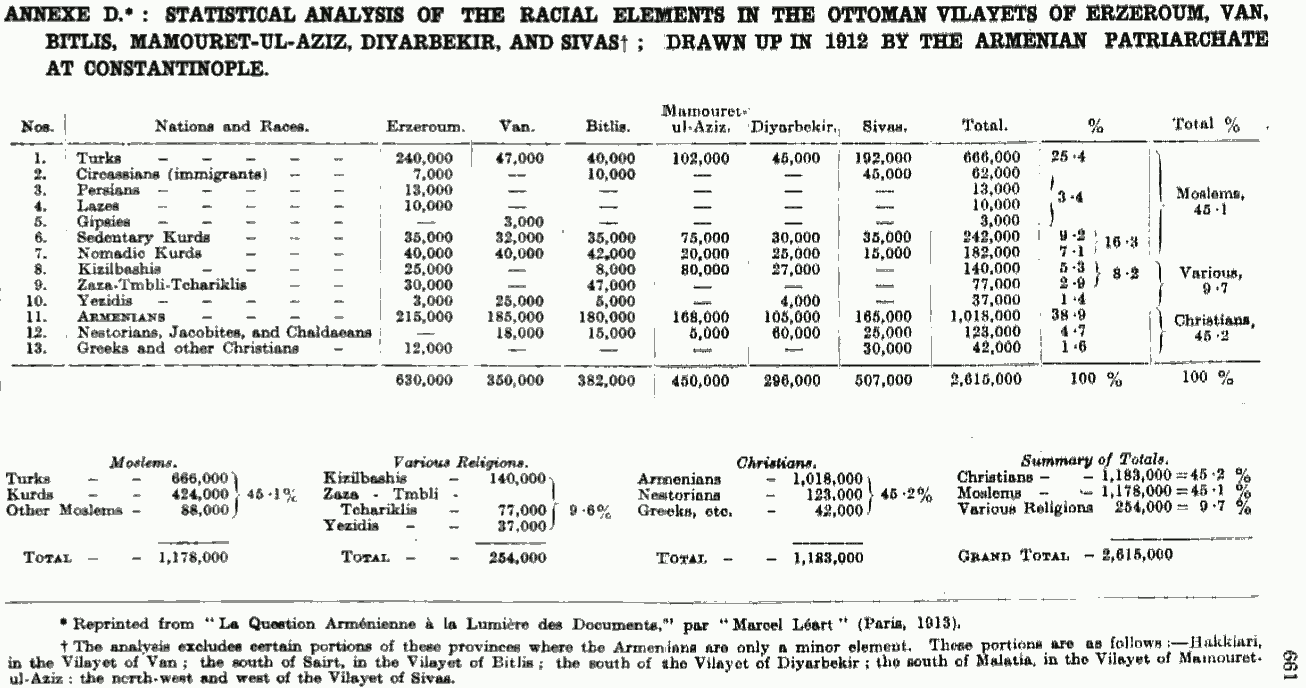

Nel 1912, la popolazione armena nei sei vilayet dell'Impero ottomano, secondo il Patriarcato armeno di Costantinopoli, era di 1.018.000. Toynbee si assesta tra 1,6 e 2,0 milioni e afferma che il numero reale è probabilmente più vicino a 2 milioni per l'Anatolia, spingendo leggermente la mediana a destra.

## Argomenti controversi sulla popolazione armena
Vi erano vari documenti occidentali in rappresentazione della popolazione armena, ma i dati demografici che raffigurano la popolazione armena totale all'interno dell'Impero ottomano erano ad ogni modo pochi. Il problema con queste cifre è che non coprono le stesse regioni. Ad esempio, molte volte "Anatolia" è uguale all'Impero ottomano. Altre volte ci sono statistiche parziali che rappresentano una regione, come l'Armenia turca, l'Armenia ottomana, la Turchia asiatica, l'Anatolia, l'Impero ottomano, i sei vilayet armeni, i nove vilayet armeni e così via.
Un altro problema con le cifre è che quei numeri sono stati estrapolati da un periodo di circa 20-30 anni, principalmente dal 1890 al 1915. Le cifre ufficiali tedesche che rappresentano la popolazione armena all'interno dell'Impero erano da circa 1,9 milioni a 2 milioni e di 1,8 milioni. Ludovic de Contenson, presenta la cifra di 1.150.000 per la Turchia asiatica, e le chiama "statistiche" senza alcuna fonte. I suoi numeri suggeriscono che potrebbero effettivamente essere le statistiche del censimento ottomano, senza correzioni. Sorge un altro problema, ed è il fatto che le statistiche del censimento ottomano hanno mantenuto un aumento costante per la popolazione armena dal periodo in cui tra il 1894 e il 1897, ma si stima che tra i 100.000 e i 300.000 armeni persero la vita durante i massacri hamidiani. Mentre il minimo nell'intervallo rappresenta gli aumenti della popolazione armena nel corso degli anni, il censimento del 1905 non ha mostrato alcuna anomalia degli aumenti armeni, il che suggerisce che potrebbe esserci stata una quota fissa di popolazione armena, e che indipendentemente dal censimento, era molto più presente all'interno dell'Impero. Un altro elemento da aggiungere è che molti armeni, come molti ebrei e cristiani, erano considerati stranieri, perché avevano nazionalità straniera o godevano della protezione dei consolati stranieri e quelli per i quali non venivano conteggiati in quelle statistiche censuarie.
Il risultato di tutti questi fattori rileva che i censimenti della popolazione armena, secondo gli specialisti che li criticano, rappresentano una sottostima importante della popolazione armena, il cui numero potrebbe essere dimezzato. La stessa critica di Lynch riguardo l'inclusione di tutti i musulmani insieme è supportata dal censimento ottomano, che contiene un'anomalia come in alcune regioni come Van, la cui popolazione musulmana da un censimento all'altro è balzata a circa 50%, suggerendo che i numeri per il governo ottomano sarebbero stati possibilmente utilizzati come strumento politico, arrivando al punto di trasferire gli armeni sul tavolo come musulmani. Infatti il censimento ottomano non definiva i gruppi etnici, ma solo quelli religiosi. In questo contesto, "armeno" significava aderente alla Chiesa apostolica armena e non armeno di etnia. Gli armeni etnici che affermavano di essere musulmani venivano considerati musulmani, i protestanti armeni erano contati come altri. Pertanto i documenti ottomani non sono fonti affidabili poiché il problema di fondo è basato sul fatto che non danno la divisione etnica della popolazione ma solo quella religiosa. Il fatto che i documenti del 1912 siano basati su un censimento che è stato condotto sotto il regime di Abdul Hamid, secondo i critici, lo rende dubbio. I documenti turchi suggeriscono anche che il sultano Hamid potrebbe aver intenzionalmente sottovalutato la popolazione armena. L'autore turco Kâzım Kadri scrive: “Durante il regno di Abdul Hamid abbiamo abbassato le cifre della popolazione degli armeni [...] " Aggiunge: "Per ordine di Abdul Hamid il numero degli armeni era stato deliberatamente espresso in cifre basse".
Altre prove suggeriscono che tali sottovalutazioni hanno tagliato della metà la popolazione armena effettiva. Nel distretto di Mus (che comprende la pianura di Mus, Sassoun e le contee di Mus), ad esempio, il funzionario armeno incaricato del censimento, Garabed Potigian, presentò le cifre ufficiali come 225.000 armeni e 55.000 turchi. Su insistenza dei suoi superiori turchi fu costretto a ridurre la popolazione armena a 105.000 e ad aumentare la popolazione turca a 95.000. Lo stesso Lynch riporta episodi simili: “Seguendo la nostra strada, incontriamo un prete armeno, un uomo giovane, dalle spalle larghe e dalla faccia aperta. Sembra incline a parlare, quindi gli chiediamo quante chiese ci possono essere a Mush (Mus). Lui risponde, sette; ma il commissario aveva detto quattro. Un soldato gli si rivolge in curdo; il poveretto impallidisce e osserva che si è sbagliato nel dire sette; non possono essere più di quattro [...]. Queste sono alcune delle nostre esperienze durante il nostro breve soggiorno al Mush".
Il sultano Hamid apparentemente considerava la sottovalutazione che gli era stata presentata di 900.000 come un'esagerazione. Il capo di stato maggiore tedesco della Terza Armata ottomana, il colonnello Felix Guse, si lamentava del fatto che "i turchi conoscevano solo male il loro paese, per di più la possibilità di ottenere dati statistici affidabili era fuori questione. Fa'iz El-Ghusein, il caimacam di Kharpout, scrisse nel suo libro che secondo le statistiche ufficiali ottomane c'erano circa 1,9 milioni di armeni nell'Impero ottomano. Lo storico turco Dr. Secil Akgun, ha affermato: “Gli ottomani non hanno un numero definito. Ovvero, abbiamo nelle nostre mani numeri contraddittori riguardo alla popolazione armena entro i confini dell'Impero ottomano. Penso che Basmacıyan fornisca il numero più preciso. Questo deve essere compreso tra due e tre milioni".